# Las Lomas (Panama, Coclé)
Pour les articles homonymes, voir Las Lomas.
Las Lomas est un corregimiento situé dans le district de La Pintada, province de Coclé, au Panama. En 2010, la localité comptait 2 072 habitants.